# 詰め組み
詰め組み (つめぐみ) は、日本語の行組版で、文字同士の間隔を狭くする技法。詰め打ち (つめうち) とも。写真植字の普及によって広く行われるようになった。類似した技法としてカーニングがある。

## 種類と方法
| (チ)         | (ト)               | (ヘ)         | (ホ)  | (ニ)       | (ハ)       | (ロ)     | (イ)       |
| 食い込み詰め | 手詰めを加えたもの | ツメS+1/32em | ツメS | 3/32emツメ | 1/32emツメ | ベタ組み | 3/32emアキ |

| (イ) | 3/32emアキ         |
| (ロ) | ベタ組み           |
| (ハ) | 1/32emツメ         |
| (ニ) | 3/32emツメ         |
| (ホ) | ツメS              |
| (ヘ) | ツメS+1/32em       |
| (ト) | 手詰めを加えたもの |
| (チ) | 食い込み詰め       |

日本語の伝統的な組版では、おのおのの文字が同一の大きさの正方形に収まるものとみなす。この正方形を仮想ボディ (かそうボディ) と呼ぶ。仮想ボディを隙間なく並べて行を構成する組みかたをベタ組み (べたぐみ) と呼ぶ。さらに、仮想ボディを縦横に整然と配置することによってページを構成する組版の様式を桝組みと呼ぶ。
以降の節では、ベタ組みと各種の詰め組みの違いを解説する。図1と図2で、文字のまわりを囲む青い実線は仮想ボディを示し、それより小さめの青い点線は字面 (じづら。文字の占める実際の大きさ) を示す。

### 均等な詰め組み
仮想ボディの大きさには字面よりも若干余裕がある。この余裕は漢字の場合は一定で、仮想ボディの10%前後となる。組版の表情を変えるために、文字の間隔を均等に狭めたり広げたりすることがある。詰め組みはベタ組みよりも狭める場合を言う。図の (イ) は字間アキ3/32em (文字が12Qであればおおむね字間1歯アキまたは字送り13歯)、(ロ) はベタ組み、(ハ) は1/32em詰め (字送り31/32em) の詰め組み、(ニ) は文字同士が食い込み合うことのないぎりぎりまで詰めた詰め組みである。組版指定では、ベタ組みよりもやや詰めることを「ツメ」、ぎりぎりまで詰めることを「ツメツメ」と表現することがある。
なお、ラテン文字やギリシア文字などのいわゆる欧文組版では、字送りの量は隣り合う文字の組み合わせによって決まるため一定ではなく、文字同士が食い込みあったり特殊な合字 (カーニングペア) を作ったりする場合もある。これは詰め組みとは異なる。欧字では、字間を書体の設計以上に詰めるとサイドベアリングがなくなってしまい、可読性を著しく損ねる。

### 字面による詰め組みと食い込み詰め
日本語の組版ではおもに漢字と仮名を用いるが、仮名の字面の大きさはまちまちであり、漢字のそれより小さい。そのため、見出しなどの大きめの文字を用いるテキストでは文字同士のすきまに不統一が目立ってしまう。そこで、仮名のすきまが一定になるように、仮想ボディではなく字面の幅 (縦組みでは高さ) を基準にして詰めることがある。このような組みかたも詰め組みと呼ぶ。詰めるのは仮名だけである。組版指定では「ツメS」と表現することがある。図の (ホ) に字面による詰め組みの例を示す。字面による詰め組みに加えて前述の均等な詰めを用いることもある。図の (ヘ) は (ホ) をさらに1/32emだけ均等に詰めたもので、組版指定では「ツメS+1/32em」などと表現する。
手動写植機の時代には、このような詰め組みはオペレータの勘と経験によって行われていた。詰め組み用文字盤 (後述) やDTPでのプロポーショナルフォント技術が利用可能となった後も、オペレータやデザイナーが手作業で詰め量を微調整することが多い。図の (ト) は、(ホ) に対して手詰めによってさらに修正を加えた例である。
広告宣材、書籍の装幀、雑誌のロゴなどのデザイン性の強い分野では、デザイナーの判断によってさらに詰めることがある。文字同士が食い込みあうほどにまで詰めることを特に食い込み詰め (くいこみづめ) と呼ぶ。図の (チ) は食い込み詰めの例だが、実際にはデザイナーの意図や技量によって詰め具合はさまざまである。あくまでもひとつの例として見てほしい。
字面による詰め組みや食い込み詰めはデザイン上の効果を意図して行われる。書籍や雑誌記事では、縦組みか横組みかを問わず、本文はベタ組み (または一定の量の詰めかアキ) とするのが原則であり、見出しには詰め組みを用いることもできる。

## 歴史
活版印刷の時代にも、活字の大きさを割り込んで字間を狭める技法は存在した。活版から清刷りを取ったものを切り取り、字間を調整して貼り込み、それをもとに鋳型を起こして一本ものの活字を鋳造する。
日本経済が高度成長期に入り、人々の関心が消費生活に向けられるようになると、印刷媒体で従来のページもの (書籍など) に代わって、商業広告やカタログのようなペラものや端物の需要が増大した。またこうした印刷物の量産に向いたオフセット印刷と写真植字が広く利用されるようになった。この過程で、商業美術印刷を専業とするデザイナーが地位を確立していくとともに、カットと文字を分離した従来の広告デザインに対して文字そのものをデザインに用いるタイポグラフィが日本でも勃興した。このころから、印画紙に打たれた文字を切り貼りして字間を詰める詰め貼り (つめばり) が、デザイナーの間で行われ始める。
グラフィックデザイナーの杉浦康平によれば、「集合体としての文字への関心ではなく、カットの延長として文字をとらえ」るようになった端緒は、1955年（昭和30年）の山城隆一による『植林運動のための試作ポスター』であるという。山城の作品では「木」「林」「森」という文字を紙面に自由に配置することで「文字の形象性を表現した」(杉浦) ことが、当時の若手デザイナーたちに影響を与えた。写植文字は文字の配置を容易に変更でき、長体、平体、斜体などの変形もできるなど、活字にはない新しい表現を生み出すのに向いているように思われた。「こうして、段々と活字にはない使い易さを写植に認めるようになってくると、ドイツやスイス系のタイポグラフィの影響をも受けて、ワードとして、しまった感じをどう日本の文字にも出すかということで、詰め貼りが始まるのである」(同)。杉浦は当時の仕事を振り返って、1957年（昭和32年）ころから詰め貼りを始め、1960年（昭和35年）ころからは完全に詰めるようになったと述べている。
手動写植のオペレータにとって、字送りを字面に応じて減らす詰め打ち (つめうち) は、必須の技能となった。写植機メーカーの写研は1975年（昭和50年）に詰め組み用かな文字盤を発表した。これは、文字を打つごとに字面に応じた字送りを自動的に実行することで詰め組み作業を効率化しようとするものだった。後に同社の電算写植機にも搭載された。
日本のグラフィックデザインは1980年代ころから、紙上のレイアウト作業からパーソナルコンピュータを用いたデスクトップ・パブリッシング (DTP) に移行し始める。コンピュータ上の欧文フォントではすでに、不定幅の文字やカーニングペアに対応するためプロポーショナルフォント技術が実用されていたが、これを日本語の仮名にも応用したフォントが生まれた。アドビシステムズはPostScriptフォント用文字セットの2000年版であるAdobe-Japan1-4で、仮名に「プロポーショナル幅」(英: proportional-width) のグリフを追加した。1997年（平成9年）に写研が写植機の製造を終了したことで、DTPへの移行は事実上完了した。
今日では、ロゴタイプ、広告のキャッチコピー、書籍や雑誌の見出しなどで詰め組みが一般的になっているが、本文 (ほんもん) の組みかたは依然として桝組みが主流である。いっぽうで、ウェブブラウザなどを使って紙の紙面ではなくコンピュータディスプレイの上で文章を読む機会も増えており、本文が必ずしも等幅フォントで表示されない状況も起こっている。編集者の津野海太郎は1995年（平成7年）のエッセイ『本はどのように消えてゆくのか』で、「〔…〕詰め打ちや詰め貼りが活版印刷によってやしなわれた私たちの美感にあたえた影響は、意外に大きかったようである。〔…〕タテヨコきちんとそろった桝形組版の支配力がいくぶんか揺らぎはじめたように私には感じられる。」と評し、「遠からず、通常の本や雑誌の本文組みにもこの手法が進出してくるにちがいない」と述べている。ただし彼はその条件として、漢字とのバランスのとれた読みやすいプロポーショナル仮名書体が必要だとしている。

## 関連書籍
- 松田哲夫『印刷に恋して』中澤旬子イラストレーション、晶文社、2002年2月。ISBN 4-7949-6501-X。手動写植機による詰め打ちをはじめ、さまざまな組版・印刷技術を実見し、図解入りで解説している。